# Willem Sewel
Willem Sewel (Amsterdam, gedoopt 19 april 1653 - Buiksloot, begraven 8 maart 1720) was een Nederlands taalkundige, historicus en lid van het Genootschap der Vrienden (quaker).
In 1717 verscheen een boek van hem over de quakers Histori van de Opkompste, Aanwas en Voortgang der Christenen bekend by den naam van Quakers dat later ook in het Engels uitgegeven  werd. Hij schreef ook woordenboeken Engels-Nederlands en een grammatica over het Nederlands, waarvan de eerste druk in 1708 en de tweede in 1712 verscheen. Hij vertaalde ook werk uit het Engels, Frans en Latijn in het Nederlands.
- Bibliothèque nationale de France: cb12311284t (data)
- Biografisch Portaal: 61531480
- Digitale Bibliotheek voor de Nederlandse Letteren: sewe001
- Gemeinsame Normdatei: 100336671
- International Standard Name Identifier: 0000 0001 1769 4596
- Library of Congress Control Number: n85352342
- Nationale Bibliotheek van Israël: 987007267971505171
- Nederlandse Thesaurus van Auteursnamen: 070139350
- SNAC: w6bz7qzg
- Système universitaire de documentation: 086263498
- Trove: 1161902
- Virtual International Authority File: 71458237
- WorldCat: E39PBJtX97TymKDKcFtgy7Ytrq